# Zasavska koča na Prehodavcih
Zasavska koča na Prehodavcih – schronisko turystyczne na widokowym wzniesieniu tuż nad przełęczą Prehodavci, przez którą prowadzi szlak z Trenty do Doliny Jezior Triglavskich. Zostało wybudowane w 1954 na fundamentach włoskiej strażnicy granicznej. Schroniskiem zarządza PD (Towarzystwo Górskie) Radeče i jest zaopatrywane od początku lipca do końca września. W schronisku jest przestrzeń dla gości z 40 miejscami i barem. Noclegi oferowane są w 2 pokojach z 39 łóżkami, a we wspólnej noclegowni w izbie zimowej jest jeszcze 16 miejsc.

## Dostęp

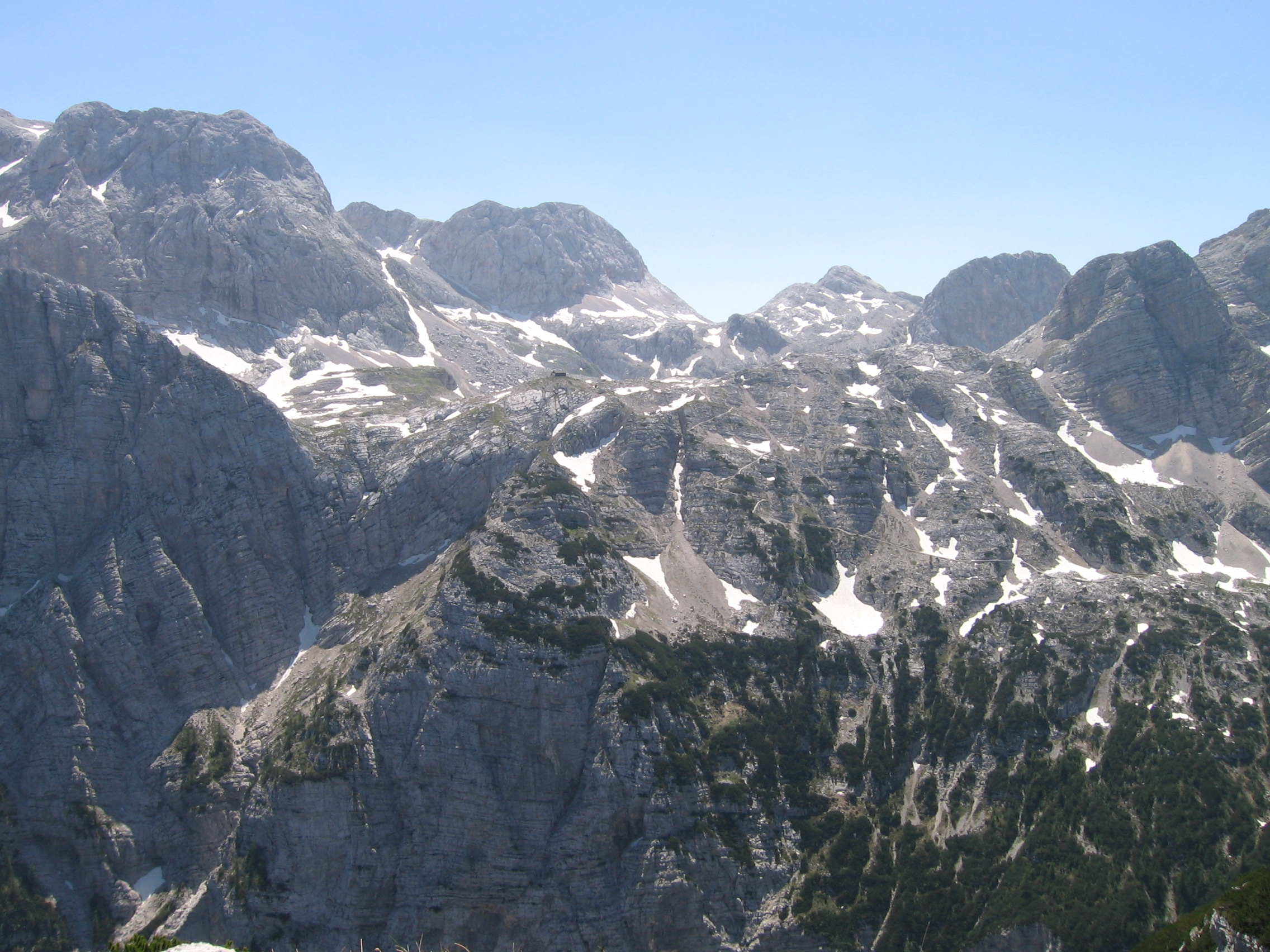
Obszar nad doliną Trenty, Prehodavci

- z Logu w Trencie (v Trenti) przez Zadnjicę (4h)
- z Tržaškiej kočy na Doliču (2151 m) przez Hribarice (2h)
- z Vodnikovego domu na Velem polju przez Hribarice (3h)

## Szlaki
- na Kanjavec (2568 m) 2h
- na Veliką Zelnaricę (2320 m) 2h
- na Veliko Špičje (2398 m) 2½h